# 우주 연구
우주 연구는 우주 공간에서 수행되는 과학적 연구이며, 우주 공간을 연구함으로써 수행된다. 우주 기술의 활용부터 관측 가능한 우주까지 우주 연구는 폭넓은 연구 분야이다. 지구과학, 재료과학, 생물학, 의학, 물리학은 모두 우주 연구 환경에 적용된다. 이 용어에는 심우주부터 지구 저궤도까지 모든 고도에서의 과학적 탑재량이 포함되며, 상층 대기에서의 로켓 연구와 고고도 풍선까지 포함하도록 확장된다.
우주 탐사도 우주 연구의 한 형태이다.

## 같이 보기
- 우주 공간
- 우주 탐사
- 우주 비행
- 우주법
- 우주의학
- 우주과학